# Xiaguping
Xiaguping (kinesiska: 下谷坪, 下谷坪土家族乡) är en socken i Kina. Den ligger i provinsen Hubei, i den centrala delen av landet, omkring 400 kilometer väster om provinshuvudstaden Wuhan. Antalet invånare är 5904. Befolkningen består av 2 763 kvinnor och 3 141 män. Barn under 15 år utgör 12,0 %, vuxna 15-64 år 76 %, och äldre över 65 år 10,0 %.
Genomsnittlig årsnederbörd är 1 320 millimeter. Den regnigaste månaden är augusti, med i genomsnitt 210 mm nederbörd, och den torraste är december, med 16 mm nederbörd.